# 段琛
段琛（？—？），字怀宝，代人，北魏、东魏、北齐官员。

## 生平
段琛年轻时有军事才干，获高欢引荐为帐内都督，与高欢一起出兵太行山以东，又跟随高欢在信都起兵。天平四年（537年），宇文泰攻克弘农郡，阳州刺史段琛弃城逃走，西魏立义大都督陈忻率领部下在九曲道伏击段琛，东魏军被杀死很多。元象元年（538年）八月，东魏和西魏展开河桥之战，西魏战败后撤，西魏外兵郎中权景宣部下二十名骑兵全部失散，权景宣藏匿到百姓家中，假造宇文泰的文书，招募到五百多人，占据宜阳，声言西魏大军陆续前来，段琛率领部众前往九曲，忌惮权景宣，不敢前进。
元象元年（538年）十二月，段琛和尧杰占据宜阳，派遣阳州刺史牛道恒煽动引诱西魏边境的百姓。西魏南兖州刺史韦孝宽对此感到忧虑，就派遣间谍探访获取了牛道恒的笔迹，命令善于写字的人伪造了一封牛道恒给韦孝宽的信，其中谈到有归附西魏的意思，又制造落下灰烬燃烧的痕迹，好像火下书写一般，命令间谍把信送到段琛的营地，伪造成遗失，段琛得到书信，果然怀疑牛道恒，牛道恒想策划的事情都不采用。韦孝宽知道他们之间离心阻隔，每天派出奇兵袭击，活捉了牛道恒和段琛，崤山与渑水地区都得以平定。之后段琛逃回，天保年间，段琛官至开府仪同三司、兖州刺史。